# 타리크 라마단

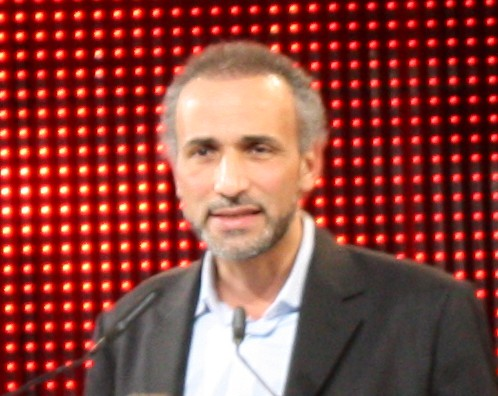
타리크 라마단.

타리크 라마단(Tariq Ramadan, 1962년 8월 26일~ , 스위스 제네바 출생)은 교수이자 이슬람학자이다.

## 생애

### 어린 시절,교육 및 국적
타리크 라마단은 1962년 스위스 제네바에서 출생하여 유년기를 보내고 제네바 대학에서 불문학과 이슬람학을 공부하고 박사학위를 취득하였다. 1988년부터 1992년까지 제네바의 College de Saussure에 재직하였고 1992-1993 및 1994-1995년에 걸쳐 이집트 카이로의 알 아즈하르 대학에서 이슬람학을 공부하였다.

### 경력
2009년 9월부터 영국 옥스포드대 동양학대에서 현대 이슬람학 석좌교수로 재직 중이다.

## 참고 문헌
- Tariq Ramadan déforme ses propres citations…, Tariq Ramadan déforme ses propres citations… « Caroline Fourest